# Barbus choloensis
Barbus choloensis és una espècie de peix cipriniforme de la família dels ciprínids.

## Morfologia
Els mascles poden assolir els 17,5 cm de longitud total.

## Distribució geogràfica
Es troba al curs inferior del riu Shire (Malawi).